# Cymindis paivana
Cymindis paivana es una especie de escarabajo de la familia Carabidae.

## Distribución geográfica
Es endémico de las Salvajes.